# Ратно ваздухопловство
Ратно ваздухопловство је вид војске чији је примарни задатак борба за премоћ у ваздушном простору. Ратно ваздухопловство је вид оружаних снага (војске), састоји се из више родова. Један од најзначајнијих родова је авијација. Коју сачињавају ловачка, бомбардерска, извиђачка, школска и транспортна авијација, хеликоптерске јединице. Поред родова, ратно ваздухопловство сачињавају установе и логистика.

## Историја

### Војни авион тежи од ваздуха
Прва авијациона сила на свету била је Војна aвијација Француске армије формирана 1910. године, која је на крају постала l'Armée de l'Air. Године 1911, током Италијанско-турског рата, Италија је први пут на свету употребила авионе за извиђачке сврхе и бомбардовање турских положаја на либијској територији. Италијанско-турски рат 1911–1912 био је први у историји који је карактерисао ваздушне нападе авиона и дирижабла. Током Првог светског рата Француска, Немачка, Италија, Британско царство и Отоманско царство свi су поседовале значајне снаге бомбардера и ловаца. У Првом светском рату појавили су се и старији команданти који су управљали ваздушним ратом и бројни летећи асови.

### Независне ваздухопловне снаге
Независне ваздухопловне снаге су оне које су засебан огранак оружаних снага нације и које се, барем номинално, третирају као војна служба на нивоу старијих служби попут морнарице или војске.
Британско Kраљевско ваздухопловство је било прво независно ваздухопловство на свету. RAF је основан 1. априла 1918. спајањем Краљевског летећег корпуса Британске армије и Краљевске поморске ваздушне службе. На свом почетку, RAF се састојао од неколио стотина авиона. Њиме је командовао начелник штаба ваздухопловства са чином генерал-мајора и њиме је управљало засебно владино министарство (Министарство ваздухопловства).
Финско ваздухопловство је било међу првим независним ваздухопловствима. Оно је формирано 6. марта 1918, када је шведски гроф Ерик фон Розен дао Финској други авион, Тулин Тип Д. Неки су сматрали да финско ваздухопловство званично није постојало током Финског грађанског рата, а Црвена гарда је имала своје ваздухопловство.
Изван Британске империје, Италијанско краљевско ваздухопловство је основано 1923,Румунско ваздухопловство је основано као категорија војних снага 1. јануара 1924, Финско ваздухопловство је основано као засебна служба 4. маја 1928, Чилеанско ваздухопловство је основано 1930. године, а Бразилско ваздухопловство је створено 1941. године. Ваздухопловство Сједињених Држава и Филипинско ваздухопловство су формирани као одвојени огранци својих кореспондирајућих оружаних снага 1947. године, као и Аргентинско ваздухопловство 1945. године. Израелско ваздухопловство је настало са Државом Израел 18. маја 1948. године, али је еволуирало из већ постојећег Шерут Авира (ваздушне службе) паравојне формације Хагана. Јапанске ваздушне самоодбрамбене снаге нису основане све до 1954; у Другом светском рату јапанском војном авијацијом су управљале војска и морнарица. За разлику од свих ових земаља, Мексичко ваздухопловство остаје саставни део Мексичке армије.

### Светски ратови
До почетка Другог светског рата, авиони су постали много безбеднији, бржи и поузданији. Усвојени су као стандард за бомбардовање и уклањање других авиона, јер су били много бржи од ваздушних бродова. Највеће светско војно ваздухопловство до почетка Другог светског рата 1939. било је Совјетско црвено ваздухопловство, и иако је било доста исцрпљено, извело је највеће ваздушне операције Другог светског рата током четири године борбе са немачким Луфтвафеом.
Вероватно најважнија ратна ваздушна операција, позната као Битка за Британију, одиграла се током 1940. године изнад Британије и Ламанша између британског Краљевског ваздухопловства и немачке Луфтвафе у периоду од неколико месеци. На крају је Британија изашла као победник, а то је навело Адолфа Хитлера да одустане од свог плана за инвазију на Британију. Друге истакнуте операције ваздухопловства током Другог светског рата укључују савезничко бомбардовање Немачке током 1942–1944, и операције Црвеног ваздухопловства у подршци стратешким копненим офанзивама на Источном фронту. Ваздушни рат у театру на Тихом океану имао је упоредив стратешки значај са Битком за Британију, али су га углавном водиле америчке и јапанске поморске авијације, а не ваздухопловне снаге.